# Rachid Harkouk
Rachid Harkouk (in arabo رشيد حركوك‎?; Chelsea, 19 maggio 1956) è un ex calciatore algerino, di ruolo centrocampista.